# Brousse du Rove
De Brousse du Rove is een Franse kaas afkomstig uit het dorp le Rove nabij Marseille in de Provence.
In het dorp Rove zijn de geitenhouders herders die dat van vader op zoon al 15 generaties lang doen. Nog steeds wordt hier op de traditionele wijze van de geitenmelk een kaas gemaakt, de Brousse du Rove, een vers kaasje in de vorm van een afgeplatte kegel. De kaas is zacht en romig.
Er zijn nog twee producenten van deze kaas over, één in Rove en één in Ensuès-la-Redonne.